# Wiktar Waluszycki
Wiktar Iwanawicz Waluszycki (biał. Віктар Іванавіч Валюшыцкі, ros. Виктор Иванович Валюшицкий, Wiktor Iwanowicz Waluszycki; ur. 2 lutego 1962 w Dawidgródku) – białoruski inżynier, ekonomista i polityk; w latach 2012–2016 deputowany do Izby Reprezentantów Zgromadzenia Narodowego Republiki Białorusi V kadencji.

## Życiorys
Urodził się 4 lutego 1962 roku w mieście Dawidgródek, w rejonie stolińskim obwodu brzeskiego Białoruskiej SRR, ZSRR. Ukończył Białoruski Państwowy Instytut Politechniczny, uzyskując wykształcenie inżyniera eksploatacji transportu samochodowego, oraz Akademię Zarządzania przy Radzie Ministrów Republiki Białorusi, uzyskując wykształcenie menedżera ekonomisty.
Pracował jako starszy dyspozytor, inżynier technolog brzeskiego ATEK-1, instruktor, drugi sekretarz, pierwszy sekretarz Leninowskiego Komitetu Rejonowego Leninowskiego Komunistycznego Związku Młodzieży Białorusi (LKZMB) miasta Brześcia, pierwszy sekretarz Brzeskiego Komitetu Miejskiego LKZMB, zastępca kierownika Wydziału Organizacyjnego Leninowskiego Komitetu Rejonowego Komunistycznej Partii Białorusi miasta Brześcia, naczelnik Wydziału Kompleksowego Rozwoju Ekonomicznego i Społecznego, naczelnik Wydziału ds. Zarządzania Mieniem Komunalnym i Prywatyzacji Brzeskiego Miejskiego Komitetu Wykonawczego, dyrektor, dyrektor generalny Brzeskiego Centralnego Domu Towarowego. Pełnił funkcję deputowanego do Brzeskiej Obwodowej Rady Deputowanych XXV i XXVI kadencji.
18 października 2012 roku został deputowanym do Izby Reprezentantów Zgromadzenia Narodowego Republiki Białorusi V kadencji z Brzeskiego-Zachodniego Okręgu Wyborczego Nr 1. Pełnił w niej funkcję zastępcy przewodniczącego, a potem przewodniczącego Stałej Komisji ds. Polityki Gospodarczej. Jego kadencja w Izbie Reprezentantów zakończyła się 11 października 2016 roku.

## Nagrody i odznaczenia
- Gramota Pochwalna Rady Ministrów Republiki Białorusi;
- Gramota Pochwalna Zgromadzenia Narodowego Republiki Białorusi[1].

## Życie prywatne
Wiktar Waluszycki jest żonaty, ma syna.